# Porsche na Fórmula 1
A Porsche esteve envolvida na Fórmula 1 em três períodos, inicialmente fabricando chassis e motores para sua equipe oficial e outras equipes privadas, e posteriormente como fornecedora de motores. Após disputar alguns poucos Grandes Prêmios desde o final da década de 1950, a Porsche decide participar da temporada completa de 1961. Mas a equipe não alcançou o sucesso desejado, conseguindo apenas uma vitória no Grande Prêmio da França de 1962, ela saiu da categoria máxima do automobilismo mundial no final da temporada de 1962.

## História

### Começo
Apesar de Ferdinand Porsche ter desenhado carros para disputar as competições de Grandes Prêmios nas décadas de 1920 e 1930 para Mercedes e Auto Union, a Porsche AG nunca se sentiu a vontade em categorias de monoposto.

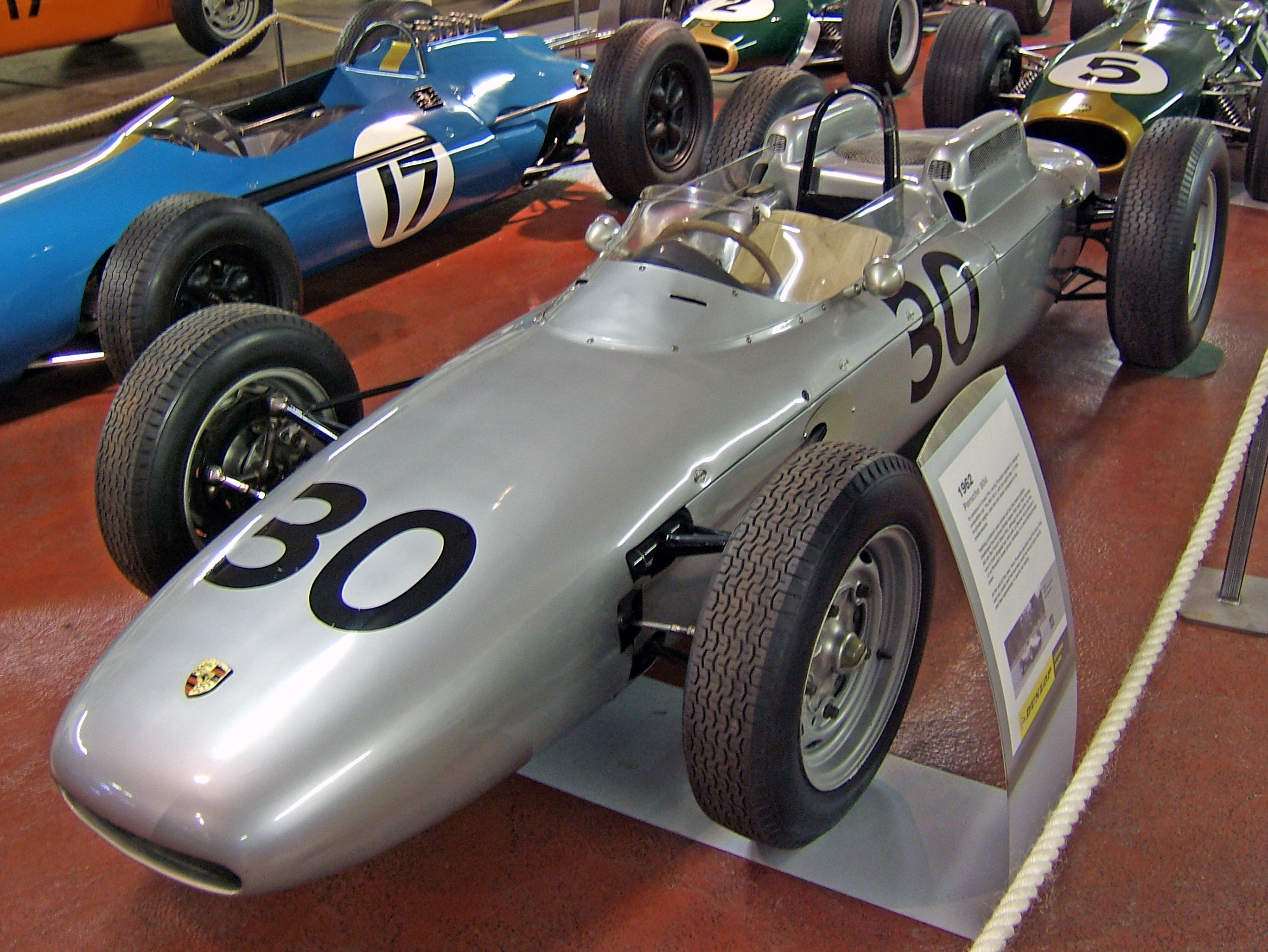
O Porsche 804, que obteve a única vitória da equipe Porsche na Fórmula 1, no Grande Prêmio da França de 1962

No final da década de 1950, o Porsche 718 RSK, um carro esportivo de dois lugares, foi inserido nas corridas de Fórmula 2, já que as regras permitiam isso, e os tempos de volta foram promissores. O 718 foi modificado pela primeira vez, movendo o assento para o centro do carro e, posteriormente, foram construídos as rodas abertas adequadas. Esses carros de 1500 cc tiveram algum sucesso. Entre 1957 e 1958, a Porsche disputou como participante de Fórmula 2 os Grandes Prêmios da Alemanha de 1957 e 1958 e, como participante de Fórmula 1 com antigos carros de Fórmula 2 disputou o Grande Prêmio de Mônaco de 1959, o Grande Prêmio da Alemanha de 1959 e o Grande Prêmio da Itália de 1960. Os antigos carros de Fórmula 2 também foram usados para a disputa da temporada completa de 1961 da Fórmula 1, onde o projeto ultrapassado da Porsche não foi competitivo. Para a temporada de 1962, um Porsche 804, de primeira geração e elegante, desenvolvido recentemente, alcançou a única vitória da Porsche como construtor em uma corrida do Campeonato Mundial de Fórmula 1, conquistada por Dan Gurney no Grande Prêmio da França de 1962. Uma semana depois, ele repetiu o sucesso na frente da multidão doméstica da Porsche em Stuttgart em uma corrida não válida para o Campeonato. No final da temporada, a Porsche retirou-se da categoria devido aos altos custos, apenas tendo adquirido a fábrica de Reutter. A Volkswagen e as filiais alemãs de fornecedores não tiveram interesse em um compromisso Fórmula 1, pois esta categoria estava muito longe dos carros de rua. Os competidores privados continuaram a usar o Porsche 718 desatualizado na Fórmula 1 até a temporada de 1964.

### Fornecedora de motores

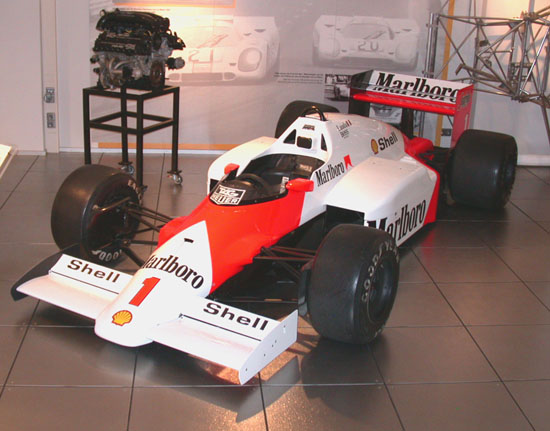
O McLaren MP4/2 utilizava o motor TAG-Porsche.

Tendo sido muito bem-sucedido com os carros com turbo na década de 1970, a Porsche retornou à Fórmula 1 em 1983, depois de quase duas décadas de ausência, mas desta vez como fabricante de motor, fazendo o motor a pedido da TAG. Os motores — que eram oficialmente nomeados de TAG, mas ficando conhecidos por "TAG-Porsche" — eram utilizados pela equipe McLaren, e obtiveram um certo sucesso, levando a equipe McLaren a dois títulos de construtores (1984 e 1985) e três títulos de pilotos (1984, 1985 e 1986). Em 1987 abandona mais uma vez a categoria.
Em 1991 volta a fornecer motores, desta vez para a equipe Footwork, porém não se mostra um motor competitivo pois o orçamento permitido pela Footwork não permitia grande desenvolvimento, conseguindo apenas um ponto na temporada e decretando assim a saída definitiva da Porsche na Fórmula 1.
Em 7 de abril de 2022, a Porsche confirmou oficialmente sua intenção de retornar a disputa da Fórmula 1 como fornecedor de motores na temporada de 2026.